# Eremit (Band)
Eremit ist eine 2015 gegründete Sludge-Band.

## Geschichte
Eremit wurde im Jahr 2015 als Trio in Osnabrück vom Schlagzeuger Marco Bäcker, Gitarristen und Sänger Moritz „Mo“ Fabian und dem Gitarristen Pascal „Kalle“ Sommer gegründet. Fabian und Sommer waren bereits zuvor in unterschiedlichen Bands gemeinsam beteiligt. Fabian zog allerdings zum Studium der Politik und Soziologie nach Braunschweig. Nach seiner Rückkehr nach Osnabrück beteiligte sich Fabian an einem von Sommer und Bäcker unterhaltenen Jam-Projekt, aus dem Eremit entstand. Nach einigen lokalen Auftritten und mit einer kleinen Fanbasis spielte die Band das Debüt Carrier Of Weight in Eigenregie ein und kontaktierte Mariusz Lewandowski um ein Cover des geplanten Debüts zu gestalten.  Nachdem sich die Band mit dem Künstler geeinigt hatte und dieser sich von dem Konzept der Gruppe begeistert gezeigt hatte, schrieb das Trio mehrere Label für eine Veröffentlichung des vertriebsfertigen Albums an.
Transcending Obscurity Records reagierte und zeigte sich ausgesprochen interessiert. Entsprechend erschien Carrier of Weight im Februar 2019 über Transcending Obscurity Records gefolgt von Auftritten zur Promotion der Veröffentlichung. Unter den Maßnahmen zu Eindämmung der COVID-19-Pandemie mussten Auftritte der Band pausieren. Anstelle dessen konzentrierte sich Eremit auf den Schreib- und Aufnahmeprozess und veröffentlichte in relativ kurzer Folge die EP Dessert of Ghouls im Juli 2020 und das Album Bearer of Many Names im Juni 2021 über Transcending Obscurity Records. Für das zweite und ein geplantes drittes Album gestaltete Lewandowski das Cover, bevor er im Juli 2022 im Alter von 62 Jahren verstarb. Das Cover der EP wurde von Brandon Holt gestaltet.
Nach der Veröffentlichung führten Transcending Obscurity Records und Eremit ihre Kooperation nicht fort. Eremit schloss den ersten Album-Trilogie-Zyklus mit dem Doppelalbum Wearer of numerous Forms ab. Erneut aufgenommen, gemischt und gemastert von Roland Wiegner in der Tonemeisterei Oldenburg wurde mit Adam Burke ein neuer Coverkünstler gewonnen. Das Album wurde im Juni 2023 als Vierfach-LP und Doppel-CD über Fucking Kill Records und das von Eremit selbst gegründete Unternehmen Drei Gleichen veröffentlicht.

## Werk
Die Texte der Band gehen umfassend von Fabian aus. Die Musik entsteht indes zwischen den Musikern und wird live eingespielt. Lediglich der Gesang und Soli werden im Studio nachträglich eingespielt. Das Element des gemeinsamen Musizierens wird von Fabian als natürlicher Prozess einer organischen Band beschrieben. Eremit sei stets ein „Gemeinschafts-Erzeugnis“.
Dabei verfolgt die Band lyrisch ein Fantasy-Konzept, das sich über alle Veröffentlichungen erstreckt und in der Musik, den Gestaltungen der Veröffentlichungen, sowie im Merchandise der Band wiederfindet. Jedes Lied ist als Kapitel der zusammenhängenden Erzählung entworfen. Die Geschichte wird hierzu von Fabian geschrieben, der ein ergänzendes, die Welt beschreibendes, Buch verfasste sowie an einem entsprechenden Roman arbeitete.

### Konzept

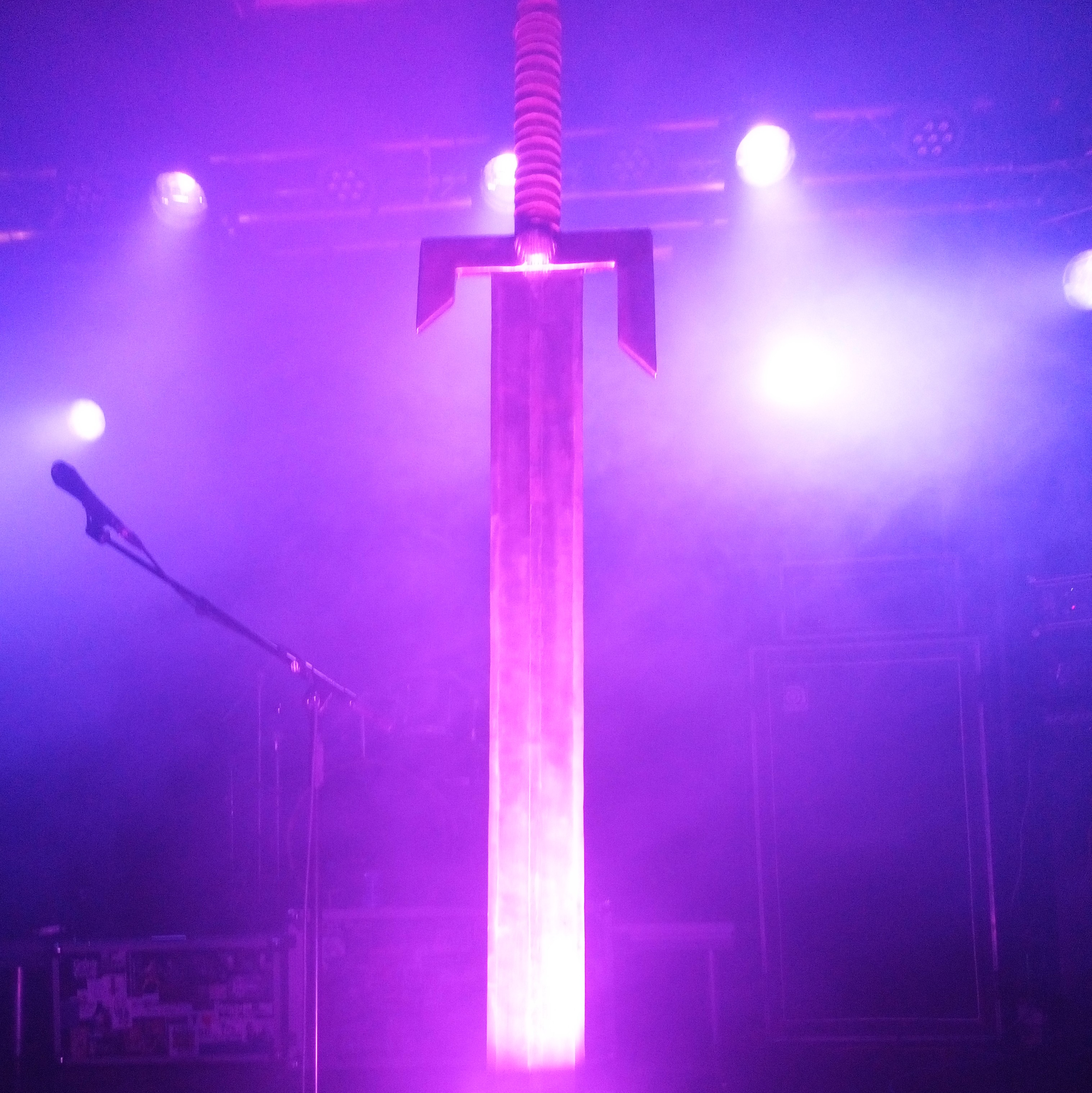
Das auf der Bühne aufgestellte Schwert begleitet die Band und findet sich im Logo der Gruppe sowie auf diversen Fotos der Band wieder.

Das Konzept der Band sieht eine Fantasy-Erzählung in drei Zyklen vor. Der erste Zyklus umfasst elf Kapitel, die sich über drei Alben und eine EP erstrecken sollen. Maßgebend ist dabei eine konstruktivistische Betrachtung des Dualismus von Gut und Böse durch welchen die Band sich vom Low-Fantasy-Genre abzusetzen sucht und alle Figuren als von Umständen, Sozialisation und  beeinflusste und komplex handelnde Charaktere identifiziert.

„Wir begleiten in dieser Geschichte eine Person, doch ob sie „gut“ ist oder nicht, ob ihre Handlungen „richtig“ sind, kann ich nicht sagen. Das muss jeder selbst bewerten. Und am Ende wohl verstehen, dass es dieses „Gut“ oder „Richtig“ gar nicht gibt und immer nur eine von vielen möglichen Bewertungen und Betrachtungsweisen ist.“

Um zu verdeutlichen, dass die Band  „keine simple Heldensage“ erzähle, die einen Held charakterlosen Bösewichten gegenüberstellt, sollen auch die Antagonisten als Lebewesen mit Schmerz und Leid dargestellt werden. Aus dieser Idee wurde für das Cover der EP einer der Ghule gewählt, deren Heimat in Desert of Ghouls beschrieben wird. Die Musik greift indes die beschriebenen Landschaften auf und nutzt Elemente einer sinfonischen Dichtung um den Hintergrund der Erzählung zu gestalten.

#### Entstehung
Das Gitarrenspiel des Stücks Dry Land wurde als sich wiederholende, auf- und abschwellende Wellen und Wogen, konzipiert. Dry Land wurde hierbei zum  Ursprungsstück des gesamten Konzeptes. Fabian entlehnte den Titel und die lyrische sowie musikalische Grundidee des Stückes dem Film Waterworld. Nachdem sich das Stück entwickelt hatte, stellte er den weiteren Bandmitgliedern die Idee vor, das gesamte Werk der Band als Fantasy-Saga aufzubauen. Mit der zunehmenden Ausgestaltung der Geschichte und Welt, fand das Schreiben der Stücke einen „fruchtbaren Boden“, auf dem sich die Musik sowie die Überlieferungen entwickelte.

#### Erzählung
Das Debüt beginnt mit dem initialen Stück Dry Land, als erstes Kapitel der Erzählung, mit einem einsamen Segler auf einem vermeintlich endlosen Ozean. Der anfangs unbenannte Protagonist verbrachte sein 42-jähriges Leben auf dem Meer. Im Verlauf des Albums verliert, die erst im vierten Kapitel als Umno benannte Figur, ihren festgelegten Kurs und begegnet einem Schiffbrüchigen, der Umno einen Weg weist, durch welchen er auf eine feste Landmasse trifft. An Land reist Umno, auf Geheiß des zwischen den Klippen angetroffenen Ungô, dem Bearer of Many Names, der dem zweiten Album den Namen verlieh und als wichtige Schlüsselfiguren identifiziert wird, durch eine Wüste zur Stadt Râsh-il-nûm. Die EP Desert of Ghouls beinhaltet das fünfte und sechste Kapitel der Erzählung und maßgeblich gewalttätige Auseinandersetzungen mit den die Wüste bewohnenden Ghulen, auf der Reise sowie Impressionen der Wüstenstadt und ihrer Bedeutung in der Region selbst.

### Stil
Mit der Zeit der Existenz der Band und Entwicklung der Hintergrundgeschichte wurde die Kombination aus Erzählung und Musik organischer vereint. Technisch oder handwerklich fand, aus Sicht der Band, allerdings keine nennenswerte Entwicklung statt. Die von Eremit gespielte Musik wird einem Drone Doom beeinflussten Sludge zugeordnet. Vergleiche seien in der Herangehensweise insbesondere zu Black Shape of Nexus auszumachen. „Zeitlupen-Riffs, gespielt auf ultra-tief gestimmter und garstig klingender Gitarre, […] dazu ein Schreien und Grollen sowie schepperndes, minimalistisches Schlagzeugspiel, das allerdings viehisch groovt.“ In der Langsamkeit und Intensität der Verzerrung ist die Band maßgeblich von der Drone-Doom-Band Sunn O))) inspiriert. Entsprechend spielt Eremit einen langen, langsamen und atmosphärischen Sludge, der maßgeblich Borduneffekte der aushallenden Gitarre nutzt und von Breakdowns des Extreme Metal kontrastiert wird.

„Generell sind wir keine Tech-Pros. Wir sind sehr primitiv und organisch organisiert. Das heißt, wir spielen einfach super viele Bass-Amps, dicke Saiten und dicke Boxen. Wir haben keine fancy Custom Boxen oder teure Bariton Gitarren.“

Der reduzierte musikalische Minimalismus und die Einfachheit der Elemente wird dabei mit dem Vorgehen der schweizerischen Band Hellhammer assoziiert. Als weitere Vergleichsgrößen wird mit Moss, Bell Witch, Thou, Mournful Congregation und Jupiterian auf Vertreter des Funeral Doom, Sludge und Drone Doom verwiesen.

## Rezeption
Alle Studioaufnahmen der Band erfuhren internationale Beachtung. Die Beurteilung der Musik blieb überwiegend positiv. Die Fantasy-Erzählung ergebe ein evolutionsfähiges „Konzept das bereits seinen Charme [besäße], doch die eigenwillige musikalische Untermalung, die so wirkungsvoll wie anschaulich [sei], setz[e] dem Ganzen die Krone auf.“

### Carrier of Weight
Die Rezensionen zu Carrier of Weight fielen überwiegend positiv aus. Selten wurde das langsame repetitive Spiel der Band als unausgereift negativen besprochen. Hinter vergleichbaren Ideen von Sleep und Bell Witch, ein Album als endloses Stück zu kreieren, stünde die Band deutlich zurück. Den vereinzelten negativen Stimmen standen jedoch überwiegend positive Bewertungen gegenüber, die das Album als gelungenes Debüt und absolute Form des Sludge besprachen.

„Extrem-Sludge durch und durch und mäandert etwas mehr als eine halbe Stunde lang über drei Songs hinweg innerhalb der vertrauten Genre-Landschaft, ohne deren Grenzen nur vage am Horizont zu sehen - ein konservativer Lavastrom für absollute Hardliner erdrückend heavy und oft am Rande der Brutalität der ganz alten Todesschule.“

So sei Carrier of Weight „ein fesselnder Wälzer, in den es sich einzutauchen lohnt“, ein „Monster atmosphärischer Heavyness“, das mit riesig atmosphärischer Tiefe und hochgradig hypnotischer Wirkung „am intensivsten in seiner Gänze und Komplexität“ zu erfassen sei. „Sich komplett darauf einzulassen erforder[e] vom Hörer Kraft, Verständnis und Zeit. […] Es wäre müßig, wollte man einen der Songs herausheben. Es täte dem Gesamtanliegen von Band und Musik unrecht.“ Entsprechend sei es „ein grandioses Werk geworden und ein absoluter Pflichtkauf für Liebhaber und Liebhaberinnen der intensiven, zähen, kriechenden und alles vereinnahmenden akustischen Verdammnis, die unsere Herzen und unseren Geist in einen freudigen Zustand der alles durchfließenden Vibration versetzen wird :)!“ In der Gesamtheit könne das Album als „Anwärter auf das Debüt des Jahres“ gelten.

### Desert of Ghouls
Die EP Desert of Ghouls erfuhr uneingeschränkt positive Resonanz. Trotz vereinzelter Einschränkung, dass das Debüt einen größeren Charm besessen hätte blieben, die Bewertungen durchgehend lobend.

„Eremit bauen ihre eigene Fantasiewelt, stehen niemals still und zeigen mit ‚Desert of Ghouls‘, dass sie zu einer der aktuell spannendsten Bands im Bereich der gnadenlos drückenden Musik gehören.“

Besser könne „eine EP-Veröffentlichung kaum sein.“ In Relation zum Debüt sei die EP „noch tighter und catchier geworden“. Ebenfalls gesteigert habe sich die Produktion der Veröffentlichung, so klänge Desert of Ghouls so „fett, kompakt und kräftig, dass es zum Niederknien ist.“ Insbesondere das zweite Stück City of Râsh-il-nûm erweise sich, als die „bis auf weiteres stärkste Komposition der Gruppe“. Und die EP „dürfte sich“ trotz der Kürze „unter den Jägern und Sammlern im Underground als hochkarätiges Stück extremmetallischen Geheimwissens herauskristallisieren.“ Das hohe Lob ergänzend verwiesen mehrere Rezensenten darauf mehr von Eremit zu erhoffen.

### Bearer of Many Names
Auch zum zweiten Album blieben die Pressestimmen umfassend positiv. Während „auf der vorhergehenden EP ‚Desert of Ghouls‘ und dem Debütalbum ‚Carrier of Weight‘ […] einzelne Songs besser auf den Punkt [kamen, überzeuge] ‚Bearer of many Names‘ in seiner Gesamtheit.“ Für jene die an ausuferndem Doom Metal, „gemixt mit oldschooligem Black Metal, einer gehörigen Portion Sludge, Post und Stoner Rock“ interessiert seien, sei Bearer of Many Names uneingeschränkt zu empfehlen. Als mächtiger Sludge, „der sich wie ein riesiger und kolossaler Monolith gen Himmel streckt und dessen erhabene Kraft und Intensität [könne Bearer of Many Names] Liebhaber*innen dieses Sounds sofort erfassen, nicht mehr loslassen und […] mit einem zu tiefst zufriedenen Lächeln im Gesicht zurücklassen“.

„Fazit: Nach dieser Walze bin ich platt! EREMIT konnten sich nochmals steigern. Sie zeigen sich variabler und variantenreicher, gerade bei den Geschwindigkeiten. Die Integration von Black Metal Sprenklern, die abwechslungsreichen Vocals und eine fette, knarzig-groovende und dennoch klare Produktion sind hier die winning points!“

Stilistisch habe sich die Band durch die Aufnahme solcher Elemente entwickelt, ohne den grundsätzlichen Klang zu variieren. Als weiteres Eindrucksvolles Album in der Diskografie der Band seien der massive Klang und die Erweiterung der Geschichte eine gelungene Fortführung und Entwicklung aus den vorherigen Veröffentlichungen. Damit erscheine auch Bearer of Many Names als Album für eine eingeschränkte Zielgruppe, deren Zeit und Aufmerksamkeit jedoch auch dies Album verdient habe.

### Wearer of numerous Forms
Das dritte Album erhielt erneut umfassend positive Resonanz. Als „würdiger Abschluss ihrer musikalischen Reise“ sei Wearer of numerous Forms ein „Gesamtkunstwerk“. Der Band sei nicht nur im Hinblick auf die Spiellänge „ihr bisher größtes Album“ gelungen. Mit „herrlich kratzigen Doom-Riffs, die mächtig und brutal“ wirken habe Eremit „Extreme Musik, die durchweg überzeugt“ geschaffen. Die Gruppe präsentiere einen psychedelischen „Endzeit-Drone-Sludge-Doom […] mit intensiv raumgreifender Wirkung im epischen Zeitraffer.“ Ein über zweistündiges Album dieser Stilmischung mit nur drei Stücken sei „für die meisten Bands“ „ein Karriereselbstmord, aber Eremit“ heben sich von diesen mit ihrer „Suche nach Bedeutung und wahrer Härte im Riff“ ab. Mit Zeit und Geduld sei das Album Stückweise und in Schichten zu erschließen und wirke „glorreich“ als „großartige Hommage an die Kraft des Riffs.“

„No matter what comes next, “Wearer of Numerous Forms” is a landmark for Eremit, and the modern state of the genre as a whole for all that is brought forth truly tempts the mind to call this trio at the very forefront of the offensive of global sludge-doom metal.“

„Egal, was als Nächstes kommt, ‚Wearer of Numerous Forms‘ ist ein Meilenstein für Eremit, und den gegenwärtigen Stand des Genres insgesamt, was dazu verleitet, das Trio an der Spitze des globalen Sludge-Doom-Metal zu sehen.“

## Diskografie
- 2019: Carrier of Weight (Album, Transcending Obscurity Records)
- 2020: Desert of Ghouls (EP, Transcending Obscurity Records)
- 2021: Bearer of Many Names (Album, Transcending Obscurity Records)
- 2022: Live at Fall of Man 2019 (MC-Live-Album, LowFidelityAssaults)
- 2023: Blade of the Underground (3CD-Kompilation, Drei Gleichen)
- 2023: Wearer of numerous Forms (Album, Fucking Kill Records)
- 2024: Rise of the Ruan~angh (EP, Fucking Kill Records/Drei Gleichen)